# Paradascalia breddini
Paradascalia breddini är en insektsart som först beskrevs av Melichar 1902.  Paradascalia breddini ingår i släktet Paradascalia och familjen Flatidae. Inga underarter finns listade i Catalogue of Life.